# Кочкіно
Ко́чкіно (рос. Кочкино) — присілок у складі Верхньокамського району Кіровської області, Росія. Входить до складу Кірсинського міського поселення.

## Населення
Населення становить 286 осіб (2010, 358 у 2002).
Національний склад станом на 2002 рік — росіяни 95 %.

## Історія
Присілок був заснований 1831 року. Станом на 1926 рік тут мешкало 45 осіб. 1931 року присілок став центром колгоспу, який утворився із 4 сусідніх.